# Quadro de medalhas dos Jogos Parapan-Americanos de 2007
O Quadro de medalhas dos Jogos Parapan-Americanos de 2007 é uma lista que classifica os Comitês Paraolímpicos Nacionais de acordo com o número de medalhas conquistadas nos Jogos realizados no Rio de Janeiro, no Brasil. Em relação ao Parapan de Mar del Plata, em 2003, seis países melhoraram suas posições no quadro: Brasil, Canadá, Estados Unidos, Cuba, Peru e Equador.

## O quadro

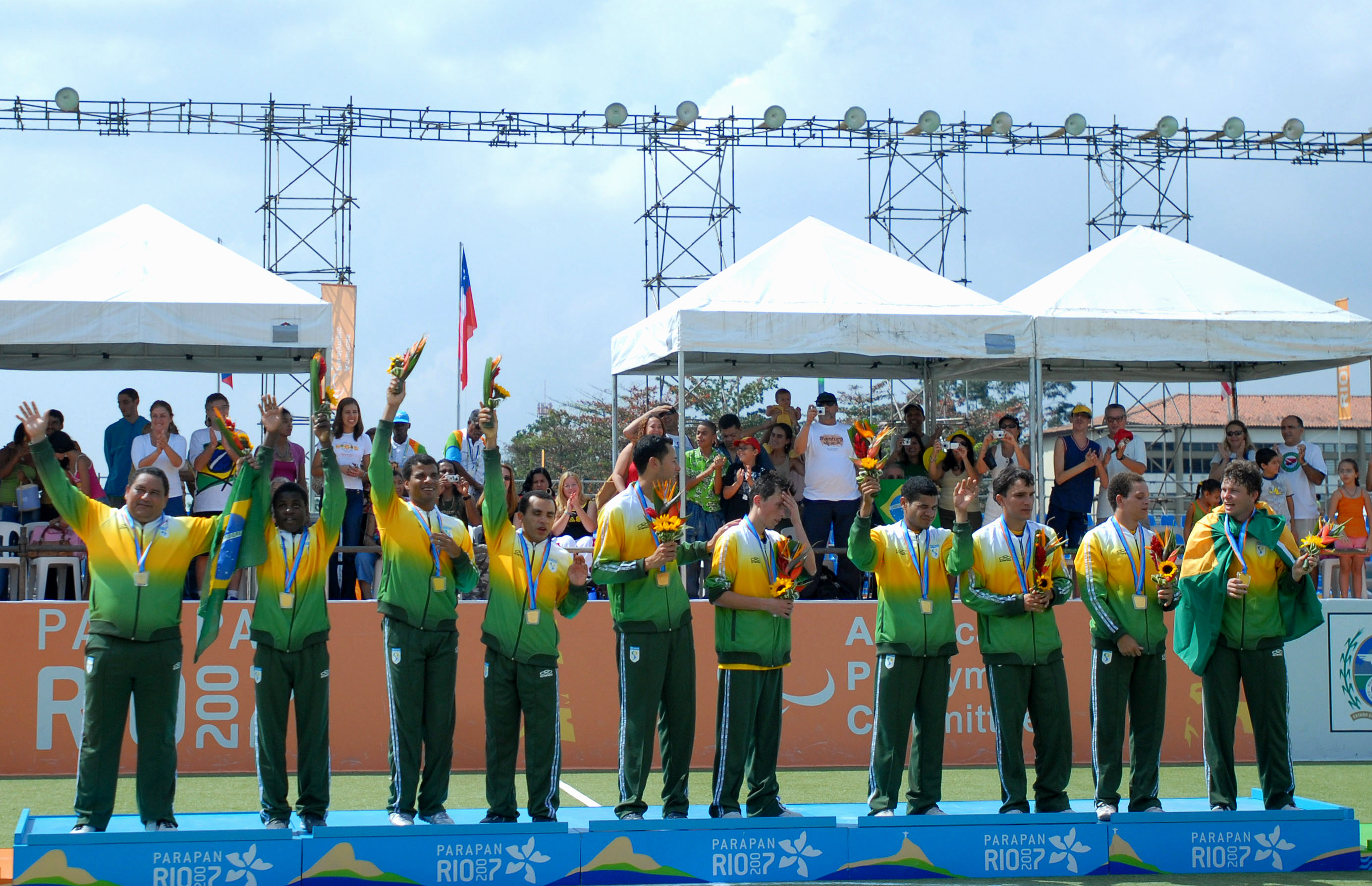
O Brasil venceu o torneio de futebol de 5.

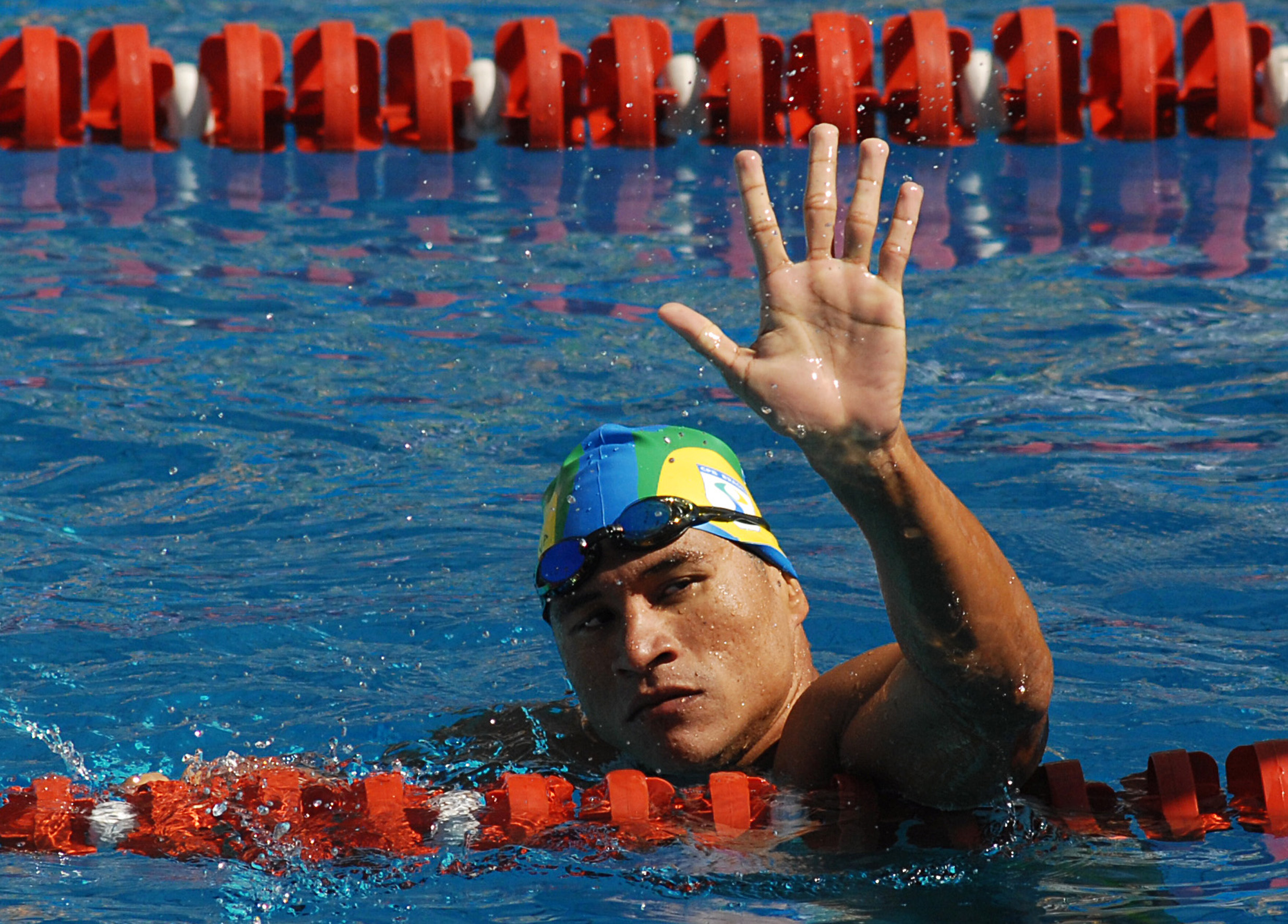
Clodoaldo Silva conquistou sete medalhas de ouro e uma de prata no Parapan do Rio.

O quadro de medalhas está classificado de acordo com o número de medalhas de ouro, estando as medalhas de prata e bronze como critérios de desempate em caso de países com o mesmo número de ouros. 32 países conquistaram medalhas.
     País sede destacado.
| Ordem | País               | Medalha de ouro | Medalha de prata | Medalha de bronze |     |
| ----- | ------------------ | --------------- | ---------------- | ----------------- | --- |
| 1     | BRA Brasil         | 83              | 68               | 77                | 228 |
| 2     | CAN Canadá         | 49              | 37               | 26                | 112 |
| 3     | USA Estados Unidos | 37              | 44               | 36                | 117 |
| 4     | MEX México         | 37              | 43               | 37                | 117 |
| 5     | CUB Cuba           | 28              | 21               | 11                | 60  |
| 6     | ARG Argentina      | 7               | 16               | 30                | 53  |
| 7     | VEN Venezuela      | 5               | 10               | 15                | 30  |
| 8     | PER Peru           | 3               | 1                |                   | 4   |
| 9     | COL Colômbia       | 2               | 6                | 9                 | 17  |
| 10    | JAM Jamaica        | 1               | 2                | 2                 | 5   |
| 11    | PUR Porto Rico     | 1               | 1                | 2                 | 4   |
| 12    | ECU Equador        | 1               |                  | 2                 | 3   |
| 13    | CRC Costa Rica     |                 | 1                | 2                 | 3   |
| 14    | CHI Chile          |                 | 1                | 1                 | 2   |
| 15    | PAN Panamá         |                 | 1                |                   | 1   |
| 15    | URU Uruguai        |                 | 1                |                   | 1   |
| 17    | ESA El Salvador    |                 |                  | 1                 | 1   |
| 17    | PAR Paraguai       |                 |                  | 1                 | 1   |
| TOTAL | TOTAL              | 254             | 253              | 252               | 759 |